# Cyklar (film)
Cyklar är en svensk film av en revy från 1986, med manus av Claes Eriksson. I rollerna är alla från Galenskaparna och After Shave.
Revyn börjar med en TV-licenskontrollant, som följs av en sång om människans girighet. Sedan kommer Claes Eriksson in som en dokumentärman från Stockholm som berättar om människans uppkomst. Hela revyn är en hyllning till den mänskliga faktorn, och Gud började om hela skapelsen med ett nytt Edens lustgård med en ny Adam och en Evert istället för en Eva. Så följs det av en satir på Hamlet, sedan blev också banlonpolos populära. Tennispappan jämförde nobelpriset med ett dubbelfel av Mats Wilander. Göstas hjärna rymde som lasermun och sedan så tillfaller ett ständigt tjatande i cykelklungan.
Revyn och filminspelningen görs på Intiman i Stockholm.

## Rollista
- Peter Rangmar
- Anders Eriksson
- Kerstin Granlund
- Claes Eriksson
- Knut Agnred
- Jan Rippe
- Per Fritzell

Cyklar kan även syfta på:
- Cyklar (revy)
- Cyklar (musikalbum)